# Un canto de mi taller
Un canto de mi taller (Um canto do meu ateliê en portugués) fue una obra realizada por la artista brasileña Abigail de Andrade en 1884.
La exposición del Salón Imperial de 1884 fue una de las más brillantes que se realizó a lo largo del Segundo Reinado y en ella, Abigail presentó una serie de 14 obras. La más destacada de la serie en dicha exposición fue el lienzo conocido como “Un canto de mi taller”. En este lienzo Abigail se representó nuevamente a sí misma, al igual que hiciera ya en 1881 con su "Autorretrato",el cual fue expuesto en el Salón del Liceo de Bellas Artes y Oficios de ese mismo año.

## Características
La luz brillante que entra a través de la ventana nos presenta a la artista en su actividad de pintora. Este tratamiento cuidadoso de la luz hace que el espectador centre su atención en el lienzo, en las manos que sujetan el pincel y en el rostro vuelto hacia la muchacha que está apoyada contra la ventana y con la cual la artista parece conversar.
El conjunto de los objetos que decoran el taller evidencia el deseo de mostrar la destreza en el arte del diseño por parte de la artista. Obras griegas como la Venus de Milo o el Hércules Farnesio así como los diversos desnudos masculinos a la manera griega tienen la funcionalidad de ejercitar el tratamiento anatómico. Estos elementos de carácter antiguo se complementan con referencias renacentistas como los angelitos de la Madonna Sixtina de Rafael o los diversos bodegones, tan frecuentes a lo largo del siglo XVI. Por otro lado, la labor que la artista realiza, es decir, el trabajo del diseño, la copia de modelos, el estudio de las dimensiones o la composición son conceptos propios del arte académico en Brasil, que perduró desde el siglo XIX hasta comienzos del siglo XX, época en la que se comienzan a manifestar inquietudes por generar un arte anclado en las raíces brasileñas y que tendrá su culmen con la Semana de Arte Moderno celebrada en São Paulo en 1922. 
Abigail se reivindica ante todo como una artista que conoce el arte de las épocas pasadas y que se sirve de ella para poder realizar su actividad. Su postura, dando la espalda al espectador, enfatiza este deseo, pues la atención del observador se dirige hacia la labor de la artista. De esta manera, Abigail se enfatiza como sujeto, ella es la protagonista y está orgullosa de su posición. 
Este hecho de que los artistas se reivindicaran a sí mismos y a su labor como producto de un trabajo intelectual la podemos ver en obras como: "Autorretrato de Sofonisba Anguissola" (1556), "Autorretrato de Catharina van Hemessen" (1548), "Autorretrato de Judith Leyster" (1630) o el caso del arquitecto-escultor Anton Pilgram de Viena, que se representó dos veces en la Catedral de San Esteban a comienzos del siglo XVI.